# Baboukar Mane
Baboukar Mane (31 de diciembre de 1990) es un deportista senegalés que compite en judo. Ganó una medalla de bronce en los Juegos Panafricanos de 2015, y dos medallas de bronce en el Campeonato Africano de Judo en los años 2015 y 2017.

## Palmarés internacional
| Juegos Panafricanos | Juegos Panafricanos               | Juegos Panafricanos | Juegos Panafricanos |
| Año                 | Lugar                             | Medalla             | Categoría           |
| ------------------- | --------------------------------- | ------------------- | ------------------- |
| 2015                | Brazzaville (República del Congo) | Medalla de bronce   | –100 kg             |
| Campeonato Africano |                                   |                     |                     |
| Año                 | Lugar                             | Medalla             | Categoría           |
| 2015                | Libreville (Gabón)                | Medalla de bronce   | Abierta             |
| 2017                | Antananarivo (Madagascar)         | Medalla de bronce   | –100 kg             |